# Rodi-Fiesso
Rodi-Fiesso ist ein Dorf in der Gemeinde Quinto im Bezirk Leventina des Kantons Tessin in der Schweiz.

## Geographie

Werner Friedli: Rodi-Fiesso, historisches Luftbild (1964)

Das Dorf besteht aus den Teilen Fiesso und Rodi. Fiesso war früher Sitz einer der drei Degagne der Vicinanza (Talgemeinschaft) von Prato. Die anderen zwei Degagne waren die von Prato und die von Dalpe. 
Rodi entwickelte sich erst gegen Ende des 19. Jahrhunderts zum Dorf, als die Gotthardbahn gebaut wurde. Vorher gab es hier nur Sumpf und einige Ställe von Bauern aus Fiesso und Prato. Bis 2025 war Rodi der Hauptort der Gemeinde Prato mit allen öffentlichen Einrichtungen wie Schule und Gemeindehaus. 2025 wurde Prato mit Quinto fusioniert.
Von Rodi aus führt eine Luftseilbahn zum auf 1820 Meter gelegenen Tremorgio-See in der Campolungo-Gegend.

## Sehenswürdigkeiten
- In der Nähe von Rodi-Fiesso, am Eingang der Piottino-Schlucht, steht das Dazio Grande,[1] ein altes Zollhaus aus der Zeit, als die Leventina von Uri beherrscht wurde. Es wurde in den 1990er-Jahren renoviert und beherbergt ein kleines Hotel, ein Restaurant, ein Museum und verschiedene Ausstellungs- und Tagungsräume.